# Климат на границе мелового и палеогенового периодов
Климат на границе мелового и палеогенового периодов (K-Pg) — один из важнейших научных вопросов в современной палеонтологии и палеоклиматологии. Связан с вымиранием динозавров и других наземных и морских животных примерно 66—67 млн лет назад. Выдвинуто много теорий — падение астероида (астроблема Чиксулуб), вулканизм и изменение уровня моря. В современной науке принято связывать эти события воедино: падение астероида могло спровоцировать глобальные извержения вулканов, которые в свою очередь привели к первоначальному климатическому сдвигу. Это оказало влияние на уровень мирового океана, общее альбедо земли, парниковый эффект и пр., запустив множество положительных обратных связей еще больше усугубивших катастрофические изменения климата. Ведутся споры о продолжительности периода вымирания.

## Геологическая границамел-палеогенового вымирания
Горизонт K-Pg наблюдается в виде тонкой полосы отложений возрастом 66 млн лет и обнаруживается по всей планете. Эта граница отмечает начало кайнозойской эры. Все окаменелые кости динозавров, их яйца и копролиты найдены строго ниже этой границы. Выше этой границы также не встречаются мозазавры, плезиозавры, птерозавры, многие виды растений и беспозвоночных. Содержание иридия в этом слое значительно выше, нежели в других слоях: скачок в 30 раз обнаружено в Италии, в 160 раз — в Дании. Такое аномальное количество иридия свидетельствует в пользу либо астероидно-вулканической гипотезы.
По уровню изотопов углерода в фораминиферах, известно, что в конце мелового периода, за 3 миллиона лет до вымирания биологическая продуктивность океана существенно колебалась, но в целом держалась на относительно высоком уровне. Однако, с началом перехода к палеогену, наблюдается ее резкое сокращение на протяжении десятков тысяч лет. Наземные и морские экосистемы были опустошены.

## Климат конца мелового периода

Средние температуры планеты от 500 миллионов лет до наших дней.

Климат мелового периода (145—66 млн лет назад) характеризуется относительно высокими температурами и уровнем влажности. В этот период уровень моря был выше сегодняшнего примерно на 200 м. Впрочем весь период, несмотря на временные колебания неизменно наблюдалось постепенное снижение температуры. 70 миллионов лет назад Земля находилась в фазе потепления. Содержание углекислого газа было в 2,5 раза выше, чем сегодня. Выдвигались гипотезы о связи колебаний с глобальной циркуляцией океанических течений.
В самом последнем ярусе мелового периода, маастрихтском, произошел ряд изменений. Анализ стратиграфии и фауны показал, что около 70 миллионов лет назад резко возросла численность фораминифер и в целом видовое разнообразие увеличилось на 43 %. Вместе с ростом продуктивности биологических систем, начало расти содержание углекислого газа, возник парниковый эффект. Средние температуры достигли 21—23 °C. 
Около 67 миллионов лет назад видовое разнообразие и продуктивность стали снижаться, температура поверхностного слоя воды упала до 13 °C.  За 500 000 лет произошло массовое вымирание. В этот момент вода в океане прогрелась на 3-4 °C, но в последние 100 000 лет мелового периода снова остывание возобновилось. Таким образом еще до границы K-Pg (момента возможного падение метеорита), исчезло 66 % видов. Это связывают с образованием деканских траппов в Индии.. Росту температуры от увеличения содержания углекислого газа до 2300 ppm препятствовал пепел, задерживавший солнечную радиацию. 

## Климат начала палеогенового периода

Карта, показывающая циркумполярное течение.

Палеоцен, первая эпоха палеогена, начинается с фиксируемой границы K-Pg. Характеризуется полным вымиранием динозавров и появлением крупных млекопитающих.
На начальный этап палеоцена пришелся период прохладного засушливого климата. Это обусловлено высокой концентрации вулканического пепла в атмосфере. Когда пепел осел, температура значительно выросла, снова возникли тропический пояс. Средняя температура Земли составляла 23—29 °C. Это на 10—15 °C выше чем сегодня. Сегодня сохраняется, наметившаяся 66 миллионов лет назад тенденция к охлаждению планеты. Учёные связывают это с формированием кругового океанического течения вокруг Антарктиды, что сделало её изолированной от течений из тёплых регионов.
В палеоцене полюса на Земле ещё не имели ледников. Среднее содержание углекислого газа 500 ppm.

## Последствия
Больше всего пострадали животные и растения зависимые от солнечного света и фотосинтеза. Фитопланктон и растения не могли получать нужное количество энергии, фотосинтез почти полностью прекратился, началась гибель растений. Следом вымирали травоядные дневные животные, а потом очередь дошла до дневных и ночных крупных и средних хищников. Вымерли многие виды моллюсков, включая аммониты, которые были основой рациона мозазавров.
Относительно хорошо вымирание перенесли всеядные, насекомоядные и падальщики, т.к. останков в этот период, стало намного больше. Насекомые, в частности, пережили вымирание и приобрели значительное преимущество перед многими другими группами животных, поскольку питались детритом и любой доступной органикой.